# Charles-Gustave de Suède (1782-1783)
Pour les articles homonymes, voir Charles de Suède.
Charles-Gustave de Suède (en suédois : Karl Gustav, prins av Sverige), né le 25 août 1782 au Château de Drottningholm (Suède-Finlande)  et mort le 23 mars 1783 à Stockholm (Suède-Finlande) , est un prince suédois, duc de Småland.

## Un prince de Suède
C’est le second fils du roi Gustave III de Suède-Finlande et de Sophie-Madeleine de Danemark.

## Lieu d’inhumation
Le prince Charles-Gustave  fut inhumé dans la crypte située sous la chapelle Gustave-Adolphe de l’église de Riddarholmen de Stockholm.

## Titres et honneurs

### Titulature
- 25 août 1782 — 23 mars 1783 : Son Altesse royale le Prince Charles-Gustave de Suède, duc de Småland